# Hardt (Gummersbach)
Hardt ist ein Ortsteil von Gummersbach im Oberbergischen Kreis im südlichen Nordrhein-Westfalen, Deutschland.

## Geographie
Der Ort liegt gut 13 Kilometer nordöstlich des Stadtzentrums. Nachbarorte sind Oberrengse, Wörde und Piene.

## Geschichte
1542 fand der Ort erstmals urkundliche Erwähnung, als „Jakob vur der Hardt im Kirchspiel Lieberhausen“ in der Türkensteuerliste genannt wurde.

## Verkehr
Die Haltestelle von Hardt wird über die Buslinie 318 (Gummersbach Bf – Lieberhausen – Bergneustadt – Piene) angeschlossen.